# 마리오 란치

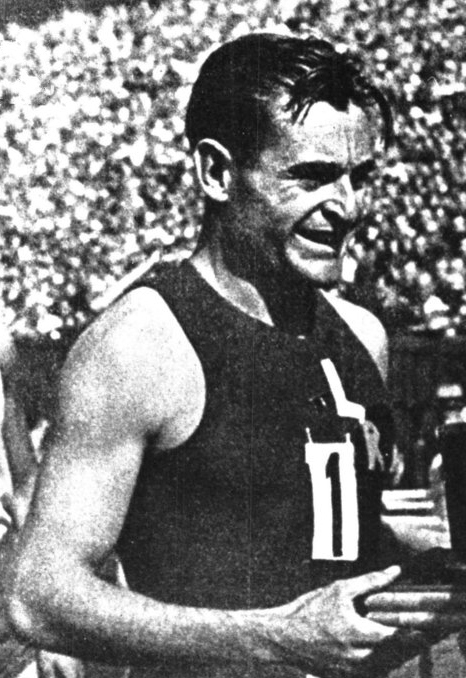

마리오 란치(Mario Lanzi, 1914년 10월 10일 – 1980년 2월 21일)는 1930년대 이탈리아의 운동선수로 800m를 전문으로 하고 400m 이상에도 출전했다.

## 국가 타이틀
- 400미터: 1937, 1940, 1941, 1942, 1943
- 800미터: 1934, 1935, 1936, 1938, 1939, 1942, 1943, 1946